# Усть-Каменка (Кемеровская область)
Усть-Каменка — деревня в Промышленновском районе Кемеровской области. Входит в состав Титовского сельского поселения.

## География
Центральная часть населённого пункта расположена на высоте 151 метров над уровнем моря.

## Население
По данным Всероссийской переписи населения 2010 года, в деревне Усть-Каменка проживает 485 человек (220 мужчин, 265 женщин).